# Багачанський Максим Михайлович
Максим Михайлович Багачанський (нар. 5 червня 2002, Красноград, Харківська область, Україна) — український футболіст, атакувальний півзахисник харківського «Металіста».

## Життєпис
Народився в місті Красноград. Футболом розпочав займатися в ДЮСШ з рідного міста, перший тренер — Михайло Меркулов. У ДЮФЛУ з 2015 по 2019 рік виступав за харківські УФК, КДЮСШ-12 та «УФК-Олімпік». У дорослому футболі дебютував 2019 року в складі красноградського «Колосу», який виступав у чемпіонаті Харківської області.
Наприкінці серпня 2020 року приєднався до новоствореного «Металу», який у червні наступного року було перейменовано на «Металіст». На професійному рівні дебютував за харківський клуб 29 серпня 2020 року в програному (1:3) домашньому поєдинку кубку України проти шевченківського «ВПК-Агро». Максим вийшов на поле в стартовому складі, а на 46-й хвилині його замінив Сергій Давидов. У Другій лізі України дебютував 5 вересня 2020 року в переможному (4:0) виїзному поєдинку 1-го туру групи Б проти черкаського «Дніпра». Багачанський вийшов на поле на 62-й хвилині, замінивши Антона Поступаленка. У сезоні 2020/21 років провів 11 матчів у Другій лізі України та 1 поєдинок у кубку України.
У першій половині липня 2021 року відправився в оренду до новачка професійного футболу ФК «Вовчанськ». У футболці «городян» дебютував 25 липня 2021 року в нічийному (1:1) домашньому поєинку 1-го туру групи Б Другої ліги України проти запорізького «Металурга». Максим вийшов на поле в стартовому складі, а на 64-й хвилині його замінив Олександр Чабаненко. У першій половині сезону 2021/22 років зіграв 16 матчів у Другій лізі України та 2 поєдинки у національному кубку.
Наприкінці червня 2022 року, по завершенні терміну дії оренди, повернувся до «Металіста», а наприкінці серпня того ж року стало відомо, що Максим Багачанський буде виступати за харків'ян у сезоні 2022/23. У Прем'єр-лізі України дебютував 24 серпня 2022 року в переможному (2:1) виїзному поєдинку 1-го туру проти львівського «Руху». Максим вийшов на поле на 75-й хвилині, замінивши Євгена Підлепенця.